# Nötting
Das Dorf Nötting liegt in der Hallertau und ist ein Gemeindeteil der Stadt Geisenfeld im oberbayerischen Landkreis Pfaffenhofen an der Ilm.

## Geographie
Das Dorf liegt in der Hallertau etwa 2 km nördlich des Stadtkerns von Geisenfeld.

## Geschichte
Erstmals wurde Nötting um das Jahr 1100 urkundlich erwähnt. Im Jahr 1281 wurde Nötting (damals Nötingen) von den Grafen von Scheyern an das Benediktinerinnenkloster Geisenfeld übergeben.
Die Eingemeindung in die Stadt Geisenfeld erfolgte am 1. Juli 1971. Zur ehemaligen Gemeinde Nötting gehörte der Gemeindeteil Kleinnötting (als amtlicher Ortsname aufgehoben), mit dem Nötting heute zusammengewachsen ist.

## Naturschutzgebiet
- Nöttinger Viehweide – Badertaferl im Norden von Nötting (knapp 150 Hektar im Feilenforst)

## Kultur und Sehenswürdigkeiten

### Baudenkmäler
- Kapelle aus dem 19. Jahrhundert

### Freizeitmöglichkeiten
- Wandern im Feilenforst
- Baggerseen im Norden
- Flusswandern auf der Ilm
- Wasserskipark mit Partys
- Viehweide

### Vereine
- Freiwillige Feuerwehr Nötting
- Theaterfreunde Nötting

## Wirtschaft
- Ländlich geprägte Ortschaft mit vielen Bauernhöfen
- Gewerbegebiet Nötting im südlichen Dorfbereich